# Verrezen Christuskerk (Weert)
De Verrezen Christuskerk is een parochiekerk voor de wijk Moesel in de Nederlandse stad Weert, gelegen aan het Oranjeplein.
In 1963 werd een rectoraat voor deze nieuwbouwwijk opgericht. De bediening hiervan werd opgedragen aan de Kruisheren. Aanvankelijk werd de Moeselkapel als noodkerk gebruikt. In 1965 werd een noodkerk gebouwd aan de Christinelaan. Deze kerk, waar 550 mensen in konden, werd in 1972 verkocht en ging onder de naam Palmenhof dienstdoen als verenigingsgebouw.
In hetzelfde jaar kwam een niet-monumentale definitieve kerk gereed, die ontworpen was door P.W.J. Coenders. Het betrof een laag bakstenen multifunctioneel gebouw met plat dak en zonder toren. Dit gebouw werd als zaalkerk ingericht met vierkante plattegrond en Gène Eggen vervaardigde een wand van glas-in-lood.